# Millotonyx
Millotonyx is een geslacht van hooiwagens uit de familie Triaenonychidae.
De wetenschappelijke naam Millotonyx is voor het eerst geldig gepubliceerd door Lawrence in 1959. 

## Soorten
Millotonyx is monotypisch en omvat slechts de volgende soort:
- Millotonyx tenuipes